# أورك (نهر فرنسي)
أورك (بالفرنسية: Ourcq) هو نهر فرنسي يصب في الجانب الأيمن من نهر المارن.